# Лагода Наталія Василівна
Наталія Василівна Лагода (у першому шлюбі — Фісак; 4 березня 1974, Черкаси, УРСР — 29 травня 2015, Луганськ, Україна) — російська співачка українського походження, модель, лауреат фестивалю «Пісня року» (1998).

## Походження та навчання
Наталія Лагода народилася 4 березня 1974 року в місті Черкаси. Закінчила школу № 26 і училище за спеціальністю швачка-в'язальниця.
У 1992 році вийшла заміж за Едуарда Фісака, 15 травня 1992 року народила сина Дмитра.

## Московський період

### Нічний клуб
В кінці 1994 року Наталія приїжджає до Москви і влаштовується на роботу танцівницею до московського стриптиз-клубу «Dolls».
У клубі Наталя знайомиться зі своїм майбутнім цивільним чоловіком Олександром Петровичем Кармановим, бізнесменом та власником московського нічного клубу «Мрії».

### Співацька кар'єра
Після уходу з клубу і завдяки підтримці Олександра Карманова, Наталя починає сольну кар'єру співачки.
У 1998 році на екрани телевізорів виходить кліп на пісню Наталії «Маленький Будда», який відразу ж займає високі місця в хіт-парадах.
У цьому ж році на студії звукозапису Extraphone виходить перший і єдиний диск Наталії Лагоди «Маленький Будда».
У листопаді 1998 року Наталія Лагода стала дівчиною з обкладинки чоловічого журналу «Playboy».
У 2001 році виходить кліп на пісню «Брешуть твої мені очі», Наталя починає роботу над виданням другого диска, який так і не був закінчений і випущений.
У 2001 році Олександр Карманов йде від Наталії Лагоди до солістки гурту «Блестящие» Ольги Орлової. Наталія важко переживає розрив і починає відвідувати психолога. Однак його допомога виявляється недостатньою.

### Суїцид та лікування
21 вересня 2001 року Наталія Лагода викидається з вікна власної квартири, розташованої на п'ятому поверсі.
Завдяки майстерності лікарів Наталія залишається жива, але стає інвалідом. У загальній складності Наталія перенесла 12 операцій, у тому числі трепанацію черепа. Після лікування Наталія повертається на батьківщину, в місто Черкаси. Три роки знадобилось їй, щоб знову навчитися говорити, ходити і повернутися до звичайного життя. Але про кар'єру співачки Наталії довелося забути, в тому числі через перенесену в результаті падіння операції на голосових зв'язках.

## Луганський період
У 2004 році Наталія виходить заміж за колишнього однокласника Віталія Семененко. Останні роки вона разом з чоловіком і сином проживала в місті Луганську.

## Смерть
Померла Наталія Лагода 29 травня 2015 року від гострої форми запущеної пневмонії. Похована на південному кладовищі Луганська.

## Дискографія
- 1998 — Маленький Будда

## Сингли
- 1998 — Маленький Будда

- 1998 — Не обіцяй
- 1998 — Марсіанська любов
- 1998 — Твоя зірка
- 1998 — Я сама
- 1998 — Сніг
- 1998 — Що ж я наговорила
- 1998 — Катруся
- 1998 — Я гарна
- 1998 — Наша любов
- 1999 — Все для тебе
- 2000 — Брешуть твої мені очі
- 2000 — Ула-ла (Я від тебе сама пішла)
- 2000 — Хіба не так

## Відеографія
- 1998 — Маленький Будда
- 1998 — Марсіанська любов
- 2000 — Ула-ла (Я від тебе сама пішла)
- 2001 — Брешуть твої мені очі

## Телебачення
- 1998 — «Ранкова зірка» (Перший)
- 1998 — «Пісня року» (Перший)
- 1998 — «Гаряча десятка» (РТР)
- 2004 — «П'ять вечорів» (Перший)
- 2006 — «Повернення» (Перший)
- 2006 — «Любов з летальним результатом» (Перший)
- 2007 — «Сука любов» (НТВ)
- 2011 — «Таємний шоу-бізнес» (НТВ)
- 2012 — «Говорить Україна» (Україна)
- 2013 — «Прямий ефір» (Росія 1)
- 2013 — «Говоримо і показуємо. Де ви, зірки?» (НТВ)
- 2013 — «Які люди! Зоряні самогубці» (РЕН ТВ)[6]
- 2015 — «Нові російські сенсації. Війна, любов і дві суперниці» (НТВ)[7]